# Orton Reef
Das Orton Reef ist ein in weniger als 1 m Meerestiefe liegendes Riff im Archipel der Windmill-Inseln vor der Budd-Küste des ostantarktischen Wilkeslands. Es liegt 800 m nördlich von Molholm Island im nördlichen Abschnitt der Newcomb Bay.
Der Hydrograph D’Arcy Thomas Gale (* 1911) entdeckte und kartierte es im Februar 1957. Der australische Polarforscher Phillip Law erkundete es 1962 mit dem Schiff Thala Dan im Rahmen einer von 1961 bis 1962 durchgeführten Kampagne der Australian National Antarctic Research Expeditions. Namensgeber ist Mervyn Noel Orton (1920–1983), Arzt auf der Wilkes-Station, der bei dieser Kampagne an den Vermessungsarbeiten in der Newcomb Bay beteiligt war.